# Tollense
Tollense er en flod i Mecklenburg-Vorpommern i det nordøstlige Tyskland, som er biflod til Peene. Tollense er 95,81 km lang.
Udspringet findes nær søen Mürzsee, og på det første stykke indtil søen Lieps kendes floden som Ziemenbach. Derfra løber den til Tollense-søen i et forløb, der nu kaldes Liepskanalen. Fra denne sø til udløbet i Peene nær Weltzin er floden 68 km lang. 

## Slagmarken ved Tollense
I Tollense-dalen blev der i 1997 fundet rester af mennesker fra bronzealderen. En udgravning af Slagmarken ved Tollense påbegyndtes i 2007, og der er herefter fundet knoglerester fra et stort antal enkeltindivider sammen med andre tegn på, at et større slag har været udkæmpet på stedet. Et estimat går på, at omkring 4000 krigere har deltaget i slaget, der fandt sted cirka 1250 f.v.t.